# Ernst Philipp Jacob
Ernst Philipp Jacob (* 29. März 1886 in Altrip; † 16. Mai 1967 in Hannover) war ein deutscher Politiker (FDP und BHE).
Nach seiner Schulzeit und Lehre arbeitete Jacob bis 1914 als Kaufmann in Mannheim, Nürnberg und Hannover. Nach Ende des Ersten Weltkriegs, an dem er als Soldat teilnahm, war er als selbständiger Kaufmann in Hannover tätig. Ab Januar 1946 war er Mitglied des FDP-Kreisvorstands Hannover und ab Juli auch stellvertretender Vorsitzender des Landesverbandes der FDP. Außerdem war er bis 1946 ernanntes Mitglied im Stadtrat Hannover. Er wurde in der 1. Wahlperiode vom 20. April 1947 bis zum 30. April 1951 in den niedersächsischen Landtag gewählt. Bis zum 21. März 1951 gehörte er zur FDP-Fraktion, anschließend war er fraktionslos, bevor er sich am 10. April 1951 dem Bund der Heimatvertriebenen und Entrechteten (BHE) anschloss.

## Quelle
- Barbara Simon: Abgeordnete in Niedersachsen 1946–1994. Biographisches Handbuch. Hrsg. vom Präsidenten des Niedersächsischen Landtages. Niedersächsischer Landtag, Hannover 1996, S. 181.